# Elachertus brevicornis
Elachertus brevicornis är en stekelart som först beskrevs av Masi 1917.  Elachertus brevicornis ingår i släktet Elachertus och familjen finglanssteklar. Inga underarter finns listade i Catalogue of Life.